# Wypracowanie
Wypracowanie – zadanie otwarte wymagające od ucznia rozwiniętej wypowiedzi pisemnej obejmującej zwykle od kilku do kilkunastu zdań. Forma powinna być stosowna do tematyki. Wypracowanie powinno spełniać zasady: stylistyczne, poprawności językowej, ortograficzne, spójności i logiki. Powinien być zachowany układ graficzny, np. logiczny podział na akapity, wcięcia itd.
Schematyczna konstrukcja wypracowania:
1. Wstęp – zawiera krótkie wprowadzenie do wypracowania.
2. Rozwinięcie – główna część wypracowania; powinna być najdłuższa i zawierać najwięcej szczegółowych treści.
3. Zakończenie – krótkie podsumowanie wypracowania; może zawierać morał lub inne wnioski.